# Индо-малайский лопастехвостый геккон
Индо-малайский лопастехвостый геккон (лат. Ptychozoon kuhli) — вид ящериц из семейства гекконов. Видовое латинское название дано в честь немецкого зоолога Генриха Куля (1797—1821).
Общая длина достигает 20 см. По бокам туловища, головы, а также между пальцами и по краям лапы этой ящерицы расположены плоские выросты кожи, переходящие на хвосте в небольшие округлые лопасти. Отсюда и название этого геккона. В сочетании с защитной окраской, удивительно напоминает покрытую лишайником потрескавшуюся кору. Эти распластанные выросты делают геккона совершенно незаметным на стволе дерева. Натянутые складки кожи увеличивают поверхность тела, позволяют ему осуществлять довольно длинные прыжки.
Любит влажные леса. Днём прячется в дуплах деревьев или на стволах. Активен ночью. Питается насекомыми.
Самка обычно откладывает максимум 2 яйца. Они достаточно большие, приклеиваются к коре деревьев или к внутренним стенкам дупла. Через 5—5,5 месяцев из них вылупляются молодые гекконы.
Очень часто люди заводят гекконов в качестве домашних животных, так как те хорошо чувствуют себя в неволе.
Вид распространён на юге Таиланда, в Малайзии, в Индонезии, на Никобарских островах (Индия).